# Нарбутайте, Онуте
Онуте Нарбутайте (Onutė Narbutaitė) — литовский композитор, лауреат Национальной премии (1997).
Родилась 12 июня 1956 года в Вильнюсе в семье геолога Витаутаса Нарбутаса и музыковеда Оны Нарбутиене.
Окончила музыкальное училище имени Чюрлёниса (класс Бронюса Кутавичуса) и Литовскую государственную консерваторию (1979, класс Юлюса Юзелюнаса). С 1879 по 1982 год преподавала теорию и историю музыки в Клайпедском филиале консерватории.
Начиная с 1982 года — фриланс композитор в Вильнюсе. Её произведения исполнялись на концертах, фестивалях и конкурсах в Литве, европейских странах, США, Канаде, Южной Корее.
Её произведения отличаются интеллектуализмом и прочной структуризацией, выразительной инструментовкой и выразительным мелодическим письмом, многослойным вертикальным наложением и интенсивным музыкальным потоком.
Её музыку исполняли Литовский национальный симфонический оркестр, Баварский радиосимфонический оркестр, симфонические оркестры Варшавы, Би-Би-Си, Бирмингема, Базеля, камерный оркестр Мюнхена, и т. д.
В 2002—2003 гг. компания Finlandia Records выпустила 4 диска с её музыкой.
Лауреат Национальной премии (1997) — за ораторию Centones meae urbi.
Её произведения несколько раз занимали первые места в организованном Литовским союзом композиторов конкурсе «Лучшая работа года»:
- 2001 — Симфония № 2;
- 2004 — Tres Dei Matris Symphoniae;
- 2005 — La barca;
- 2008 — музыка для хора Lapides, flores, nomina et sidera;
- 2014 — опера «Корнет» и композиция для камерного оркестра Was there a Butterfly?
- 2018 — камерная работа Labyrinth.

Музыка для хора и оркестра:
- Centones meae urbi — оратория для сопрано, бас-баритона, хора и оркестра (1997), текст Чеслава Милоша, Моше Кульбака, Адама Мицкевича, Матиаса Казимируса Сарбевиуса и др.
- Tres Dei Matris Symphoniae — для хора и оркестра (Симфония № 3, 2003, текст из Песни песней, Angelus Domini, Gloria, Stabat Mater, Хильдегарды фон Бинген).
- «Корнет» (Kornetas), опера для 9 солистов, хора и оркестра (2012, собственное либретто, основанное на произведениях Райнера Марии Рильке и других авторов).
- Kein gestern, kein morgen, для меццо-сопрано, тенора и оркестра (2015, концертная версия фрагмента из 2-го акта оперы «Корнет»).

Оркестровая музыка:
- Симфония № 1 — 1979 г.
- Либератио, для 12 духовых и 4 струнных инструментов — 1989 г.
- Opus lugubre, для камерного оркестра (1991).
- Metabole, для камерного оркестра, 1992 г.
- Sinfonia col triangolo, для камерного оркестра (1996).
- Melodija Alyvų sode (Мелодия в оливковом саду), для симфонического оркестра (2000/2001).
- Симфония № 2 (2001).
- La barca, для оркестра (2005).
- Симфония № 4 (2007).
- Was There a Butterfly? Для камерного оркестра (2013).

Автор многочисленных музыкальных сочинений для камерного оркестра, квартетов, трио, дуэтов в различных сочетаниях, отдельных музыкальных инструментов. Автор музыки для исполнения детьми, песен для детского хора.
Записи:
- Отвори ворота забвения: Струн. квартет № 2. - Вильнюс : Вага, 1986. - 1 партит. (34 с.), 4 парт. (32 с. разд. паг.).
- Centones meae urbi, Vilnius Recording Studio VSCD-063 (2000)
- Autumn Ritornello, Finlandia Records, 0927-42996-2 (2002)
- June Music, Finlandia Records, 0927-43437-2 (2002)
- Gate of Oblivion, Finlandia Records, 0927-43072-2 (2002)
- Symphony No.2, Finlandia Records, 0927-49597-2 (2003)
- Tres Dei Matris Symphoniae, Naxos, 8.572295 (2011)
- No yesterday, no tomorrow, Naxos, 8.573618 (2017)
- Onutė Narbutaitė. Music for String Quartet, NoBusiness Records, NBCD-CC2 (2020)
- Heliografija, Mama Studios CD-05 (2021)
- In the Emptiness, digital single, MICL EA 001 (2017).